# 007 네버 다이
《007 네버 다이》(영어: Tomorrow Never Dies)는 영국에서 제작된 로저 스포티스우드 감독의 1997년 영화이다. 피어스 브로스넌와 양자경이 주연으로 출연하였고 바바라 브로콜리이 제작에 참여하였다.

## 줄거리
MI6는 제임스 본드를 러시아 국경의 테러리스트 무기 바자르로 정찰 보낸다. M이 인내심을 촉구하는 와중에 영국 왕립 해군 로벅 제독은 호위함 HMS 체스터에 하푼 미사일을 발사하라고 명령한다. 본드는 L-39 알바트로스에서 두 개의 핵어뢰를 발견하고 바자르가 파괴되기 몇 초 전에 제트기와 함께 탈출하며, 이 과정에서 다른 L-39를 피한다.
미디어 거물 엘리엇 카버는 사이버 테러리스트 헨리 굽타와 함께 도난당한 GPS 인코더를 사용하여 HMS 데번셔를 중국 해역으로 유인한다. 그곳에서 카버의 스텔스 함선이 데번셔를 침몰시키고 중국 무기로 생존자들을 살해하여 중국에 누명을 씌운다. 영국이 보복을 준비하면서 긴장이 고조되고, M은 진실을 밝히기 위해 48시간을 얻는다.
본드는 MI6가 알기 전에 위기를 보도한 카버의 회사 CMGN을 조사하기 위해 파견된다. 함부르크에서 본드는 카버의 아내이자 옛 연인이었던 파리를 유혹하여 CMGN에 접근한다. 카버의 위성 발사를 방해하고 인코더를 훔친 후, 본드는 카우프만 박사에게 살해당한 파리를 발견하고, 그를 죽인 후 원격 제어 BMW 750iL로 탈출한다.
본드는 오키나와에서 CIA 동맹인 잭 웨이드와 GPS 전문가 데이브 그린월트 박사를 만나 인코더가 조작되었음을 확인한다. 그는 중국 요원 와이 린과 협력하여 데번셔 잔해를 탐사하고 사라진 순항 미사일을 발견한다. 그들은 CMGN의 사이공 기지에서 붙잡혔다가 탈출하여 영국-중국 전쟁을 시작하려는 카버의 음모를 각국 정부에 경고하며, 이는 카버가 중국 독점 방송권을 확보할 수 있게 한다.
카버의 스텔스 함선에 탑승한 본드와 와이 린은 베이징을 겨냥한 미사일을 막으려 한다. 함선 선체를 손상시켜 레이더에 노출시킨 후, 본드는 카버를 자신의 드릴로 죽인다. 그는 미사일이 폭발하여 함선을 파괴하는 동안 스탬퍼로부터 와이 린을 구한다. HMS 베드퍼드가 생존자를 수색하는 동안 본드와 와이 린은 포옹한다.

## 출연
- 피어스 브로스넌 - 제임스 본드
- 조나단 프라이스 - 엘리엇 카버
- 양자경 - 웨이 린
- 테리 해처 - 패리스 카버
- 조 돈 베이커 - 웨이드
- 주디 덴치 - M

## 기타
- 라인프로듀서: 안소니 웨이
- 미술: 알랜 캐머런
- 특수효과: 크리스 코보울드
- 의상: 린디 헤밍
- 배역: 데비 맥윌리엄스

## 한국어 더빙 성우진

### MBC (2001년 1월 25일)
- 박일 - 제임스 본드(피어스 브로스넌)
- 엄현정 - 웨이 린(양자경)
- 김은영 - M(주디 덴치)
- 박태호 - Q(데스몬드 르웰린)
- 김용식 - 웨이드(조 돈 베이커) / 영국군 장성(제프리 파머)
- 권혁수 - 카우프만 박사(빈센트 쉬아벨리) / 국방부 장관(줄리언 펠로스) / 러시아군 장성(테렌스 리그비)
- 기경옥 - 패리스 카버(테리 해처)
- 이병식 - 굽타(리키 제이) / 해군 전함 선장(크리스토퍼 보웬)
- 박지훈 - 엘리엇 카버(조나단 프라이스)
- 안종덕 - 스탬퍼(괴츠 오토)
- 송준석 - 로빈슨(콜린 새먼)
- 이상범 - 해군 전함 통신병(도미닉 숀)
- 김서영 - 버그스톰 교수(세실리 탐슨)
- 노계현 - 해군 전함 선원(앤드류 호킨스)
- 배정민 - 머니페니(서맨사 본드)
- 이상훈 - 경비원(테리 리처즈)
- 최한 - 카버의 부하(마크 스폴딩)
- 표영재 - 해군 전함 선원(줄리안 린드 터트)

### KBS (2003년 12월 13일)
- 김도현 - 제임스 본드(피어스 브로스넌)
- 최문자 - 웨이 린(양자경)
- 박상일 - 엘리엇 카버(조나단 프라이스)
- 윤소라 - 패리스 카버(테리 해처)
- 박민아 - M(주디 덴치)
- 온영삼 - Q(데스몬드 르웰린)
- 성완경 - 스탬퍼(고츠 오토)
- 이윤선 - 카우프만 박사(빈센트 쉬아벨리)
- 조동희
- 김관철
- 원호섭
- 이주연
- 임채헌